# Eleccions municipals de 2011 a Madrid
Les eleccions municipals de 2011 es van celebrar a Madrid el diumenge 22 de maig, d'acord amb el Reial Decret de convocatòria de eleccions locals a Espanya disposat el 28 de març de 2011 i publicat al Butlletí Oficial de l'Estat el dia 29 de març. Es van escollir els 57 regidors del ple de l'Ajuntament de Madrid.

## Resultats
La candidatura del Partit Popular (PP) encapçalada per l'alcalde Alberto Ruiz-Gallardón, que va repetir com a cap de llista, va revalidar la majoria absoluta (va obtenir 31 regidors amb un mínim per la majoria absoluta dels 29) encara que va obtenir menys vots que en els anteriors comicis de 2007. La candidatura del Partit Socialista Obrer Espanyol (PSOE), encapçalada per Jaime Lissavetzky, va empitjorar també els seus resultats de 2007, obtenint 15 regidors. Les altres dues candidatures que van aconseguir representants al ple municipal van ser Esquerra Unida-Els Verds (liderada per Ángel Pérez) i Unió Progrés i Democràcia (liderada per David Ortega), amb 6 i 5 regidors, respectivament; IU-LV va millorar els seus resultats de 2007, mentre que UPyD participava per primera vegada en unes eleccions municipals. Els resultats complets es detallen a continuació:
| Llista                                                  | Llista                                                  | Vots      | %                    | Regidors             |
| ------------------------------------------------------- | ------------------------------------------------------- | --------- | -------------------- | -------------------- |
|                                                         | Partit Popular (PP)                                     | 756.952   | 49,69                | 31                   |
|                                                         | Partit Socialista Obrer Espanyol (PSOE)                 | 364.600   | 23,93                | 15                   |
|                                                         | Esquerra Unida-Els Verts (IU-LV)                        | 163.706   | 10,75                | 6                    |
|                                                         | Unió Progrés i Democràcia (UPyD)                        | 119.601   | 7,85                 | 5                    |
| Ecolo Verts (ECOLO)                                     | Ecolo Verts (ECOLO)                                     | 13.425    | 0,88                 | 0                    |
| Ciutadans en Blanc (CENB)                               | Ciutadans en Blanc (CENB)                               | 10.795    | 0,71                 | 0                    |
| Partit Antitaurí Contra el Maltractament Animal (PACMA) | Partit Antitaurí Contra el Maltractament Animal (PACMA) | 7.071     | 0,46                 | 0                    |
| Per un Món més Just (PUM+J)                             | Per un Món més Just (PUM+J)                             | 6.456     | 0,42                 | 0                    |
| Alternativa Espanyola (AES)                             | Alternativa Espanyola (AES)                             | 4.764     | 0,31                 | 0                    |
| Partit Pirata (PIRATA)                                  | Partit Pirata (PIRATA)                                  | 4.631     | 0,30                 | 0                    |
| Regeneració (REG)                                       | Regeneració (REG)                                       | 4.100     | 0,27                 | 0                    |
| Partit de Fumadors Espanyols (PARFE)                    | Partit de Fumadors Espanyols (PARFE)                    | 3.031     | 0,20                 | 0                    |
| Ciutadans-Partit de la Ciutadania (C’s)                 | Ciutadans-Partit de la Ciutadania (C’s)                 | 2.866     | 0,19                 | 0                    |
| La Falange (FE)                                         | La Falange (FE)                                         | 2.608     | 0,17                 | 0                    |
| Família i Vida (PFV)                                    | Família i Vida (PFV)                                    | 2.381     | 0,16                 | 0                    |
| Partit Comunista dels Pobles d'Espanya (PCPE)           | Partit Comunista dels Pobles d'Espanya (PCPE)           | 2.119     | 0,14                 | 0                    |
| Partit Humanista (PH)                                   | Partit Humanista (PH)                                   | 2.047     | 0,13                 | 0                    |
| Falange Espanyola de les JONS (FE de las JONS)          | Falange Espanyola de les JONS (FE de las JONS)          | 2.026     | 0,13                 | 0                    |
| Partit de la Gent Gran i Autònoms (PDMA)                | Partit de la Gent Gran i Autònoms (PDMA)                | 1.671     | 0,11                 | 0                    |
| Unió per Leganés (ULEG)                                 | Unió per Leganés (ULEG)                                 | 1.015     | 0,07                 | 0                    |
| Partit Obrer Socialista Internacionalista (POSI)        | Partit Obrer Socialista Internacionalista (POSI)        | 999       | 0,07                 | 0                    |
| Falange Autèntica (FA)                                  | Falange Autèntica (FA)                                  | 912       | 0,06                 | 0                    |
| Fòrum Centre i DemocràciaA (CYD)                        | Fòrum Centre i DemocràciaA (CYD)                        | 891       | 0,06                 | 0                    |
| Partit Castellà (PCAS)                                  | Partit Castellà (PCAS)                                  | 888       | 0,06                 | 0                    |
| Unificació Comunista d'Espanya (UCE)                    | Unificació Comunista d'Espanya (UCE)                    | 527       | 0,03                 | 0                    |
| Vots en blanc                                           | Vots en blanc                                           | 43.292    | 2,84                 | n/a                  |
| Vots vàlids                                             | Vots vàlids                                             | 1.523.374 | 100,00               | 57                   |
| Vots nuls                                               | Vots nuls                                               | 28.239    | Participació: 67,22% | Participació: 67,22% |
| Votants                                                 | Votants                                                 | 1.551.613 | Participació: 67,22% | Participació: 67,22% |
| Electors                                                | Electors                                                | 2.308.360 | Participació: 67,22% | Participació: 67,22% |

## Regidors elegits
Relació de regidors proclamats electes:
| No. | Nom                                  | Llista | Llista |
| --- | ------------------------------------ | ------ | ------ |
| 1   | Alberto Ruiz-Gallardón Jiménez       |        | PP     |
| 2   | Ana María Botella Serrano            |        | PP     |
| 3   | Jaime José Lissavetzky Díez          |        | PSOE   |
| 4   | Manuel Cobo Vega                     |        | PP     |
| 5   | María Concepción Dancausa Treviño    |        | PP     |
| 6   | Ruth Porta Cantoni                   |        | PSOE   |
| 7   | Ángel Pérez Martínez                 |        | IU-LV  |
| 8   | Eva Durán Ramos                      |        | PP     |
| 9   | Fernando Martínez Vidal              |        | PP     |
| 10  | Diego Cruz Torrijos                  |        | PSOE   |
| 11  | David Ortega Gutiérrez               |        | UPyD   |
| 12  | María Pilar Martínez López           |        | PP     |
| 13  | Pedro Luis Calvo Poch                |        | PP     |
| 14  | Noelia Martínez Espinosa             |        | PSOE   |
| 15  | María de la Paz González García      |        | PP     |
| 16  | Milagros Hernández Calvo             |        | IU-LV  |
| 17  | Miguel Ángel Villanueva González     |        | PP     |
| 18  | Francisco Cabaco López               |        | PSOE   |
| 19  | Juan Bravo Rivera                    |        | PP     |
| 20  | Carlos Izquierdo Torres              |        | PP     |
| 21  | Ana Rosario de Sande Guillén         |        | PSOE   |
| 22  | María Cristina Chamorro Muñoz        |        | UPyD   |
| 23  | Patricia Lázaro Martínez de Morentín |        | PP     |
| 24  | Ángel Lara Martín de Bernardo        |        | IU-LV  |
| 25  | María Isabel Martínez Cubells Yraola |        | PP     |
| 26  | Pedro Pablo García Rojo Garrido      |        | PSOE   |
| 27  | María Elena Sánchez Gallar           |        | PP     |
| 28  | Ángel Garrido García                 |        | PP     |
| 29  | Marcos Sanz Agüero                   |        | PSOE   |
| 30  | José Manuel Berzal Andrade           |        | PP     |
| 31  | Ana María Román Martín               |        | PP     |
| 32  | Jorge García Castaño                 |        | IU-LV  |
| 33  | Ana García D'Atri                    |        | PSOE   |
| 34  | Jaime María de Berenguer de Santiago |        | UPyD   |
| 35  | Elena González Moñux                 |        | PP     |
| 36  | María Josefa Aguado del Olmo         |        | PP     |
| 37  | Pedro Javier González Zerolo         |        | PSOE   |
| 38  | Luis Asúa Brunt                      |        | PP     |
| 39  | Paloma García Romero                 |        | PP     |
| 40  | María Carmen Sánchez Carazo          |        | PSOE   |
| 41  | Jesús Moreno Sánchez                 |        | PP     |
| 42  | María del Prado de la Mata Riesco    |        | IU-LV  |
| 43  | Carmen Torralba González             |        | PP     |
| 44  | Gabriel Calles Hernansanz            |        | PSOE   |
| 45  | Joaquín María Martínez Navarro       |        | PP     |
| 46  | Patricia García López                |        | UPyD   |
| 47  | María Begoña Larraínzar Zaballa      |        | PP     |
| 48  | Alberto Mateo Otero                  |        | PSOE   |
| 49  | Luis Miguel Boto Martínez            |        | PP     |
| 50  | Raquel López Contreras               |        | IU-LV  |
| 51  | Álvaro Ballarín Valcárcel            |        | PP     |
| 52  | María Dolores Navarro Ruiz           |        | PP     |
| 53  | María Luisa de Ybarra Bernardo       |        | PSOE   |
| 54  | David Erguido Cano                   |        | PP     |
| 55  | José Enrique Núñez Guijarro          |        | PP     |
| 56  | Luis Llorente Olivares               |        | PSOE   |
| 57  | Luis Mariano Palacios Pérez          |        | UPyD   |